# Pró-forma
O termo pro forma (latim para "por uma questão de forma" ou "por uma questão de forma") é usado para descrever uma prática ou documento que é fornecido como cortesia ou que satisfaz requisitos mínimos, está em conformidade com uma norma ou doutrina, tende a ser realizado de forma superficial ou é considerado uma mera formalidade. O termo é usado nas áreas jurídica e comercial para se referir a vários tipos de documentos que são gerados de forma automática ou padronizada.
Pró-forma, também pode designar:
- Palavras ou ações pro forma são usuais ou feitas da maneira usual;
- Uma lista de itens que foram encomendados, enviada com seus preços a um cliente para que os itens possam ser pagos antes de serem entregues;
- Usado para descrever resultados financeiros que não são definitivos, mas dão uma ideia do que se espera antes que os resultados reais sejam conhecidos;
- Algo criado como exemplo para mostrar como outros documentos do mesmo tipo devem ser escritos ou preparados;
- Adjetivo: de acordo com a forma; por uma questão de forma; por uma questão de forma.
- Advérbio: por uma questão de forma.
- Locução adverbial: De acordo com a aparência; para preservar as convenções sociais; por mera formalidade; sem a presença de honestidade, sinceridade ou franqueza: ele executou sua tarefa de maneira pró-forma. Locução adjetiva: Conforme um modelo preestabelecido, um padrão: adotou um procedimento pró-forma.[2][3][4]

## Contabilidade
A contabilidade pro forma é uma declaração das atividades financeiras da empresa, excluindo "transações não usuais e não recorrentes" ao declarar quanto dinheiro a empresa realmente fez. Exemplos de despesas frequentemente excluídas dos resultados pro forma são os custos de reestruturação da empresa, um declínio no valor dos investimentos da empresa ou outros encargos contabilísticos, como o ajustamento do balanço atual para corrigir práticas contabilísticas incorrectas em anos anteriores.
Houve um aumento explosivo na divulgação de resultados pro forma (padronizados) nos EUA a partir do final da década de 1990, com muitas empresas dot-com a utilizarem a técnica para reformular as suas perdas como lucros ou, pelo menos, para apresentar perdas menores do que as registadas pela contabilidade. A Comissão de Valores Mobiliários (Estados Unidos) exige que as empresas cotadas em bolsa nos Estados Unidos apresentem resultados financeiros baseados nos GAAP (Princípios contábeis geralmente aceitos (Estados Unidos) americanos e advertiu as empresas de que a utilização de resultados pro forma para ocultar os resultados dos GAAP americanos seria considerada fraude se fosse utilizada para induzir os investidores em erro.

## Negócios

### Demonstrações financeiras
Nos negócios, as demonstrações financeiras pró-forma são preparadas antes de uma transação planejada, como uma fusão, uma aquisição, um novo investimento de capital ou uma mudança na estrutura de capital, como a ocorrência de novas dívidas ou a emissão de ações. O pró-forma modela os resultados esperados da transação, com especial ênfase nos fluxos de caixa projetados, receitas líquidas e impostos. Consequentemente, as demonstrações pro forma resumem a situação futura projetada de uma empresa, com base nas demonstrações financeiras atuais.  Os valores pro forma devem ser claramente identificados como tal e a razão para qualquer desvio dos valores anteriores comunicados deve ser claramente explicada.
Por exemplo, quando uma empresa está prestes a fazer uma mudança financeira significativa, como uma grande transação, seu departamento de finanças prepara um plano especial. Este plano inclui previsões financeiras que mostram como essa transação afetará as finanças da empresa. Isso é importante para que a administração e o conselho possam analisar se a transação é uma boa ideia. Além disso, credores e investidores querem ver essas previsões para garantir que a empresa possa cumprir suas obrigações financeiras, como o pagamento de dívidas. Da mesma forma, quando alguém está começando um novo negócio, eles fazem previsões financeiras para mostrar a possíveis investidores como eles esperam que o negócio funcione. E quando uma empresa nova está pedindo um empréstimo no banco, o banco pode pedir essas previsões financeiras para ver se a empresa terá dinheiro suficiente para pagar o empréstimo. Basicamente, essas previsões financeiras pro forma são usadas para planejar e avaliar o sucesso financeiro de uma empresa em diferentes situações.

### Faturas
Nas transações comerciais, uma fatura pro forma é um documento que declara o compromisso do vendedor de vender mercadorias ao comprador a preços e prazos especificados. É usado para declarar o valor da negociação. Não é uma fatura verdadeira porque não é usada para registrar contas a receber do vendedor e contas a pagar do comprador. Simplesmente, uma “ fatura pró-forma” é um “pedido de compra confirmado” em que o comprador e o fornecedor concordam com os detalhes e o custo do produto a ser enviado ao comprador. Uma fatura pró-forma geralmente é gerada quando o vendedor está pronto para despachar o material, mas deseja garantir que o pagamento será enviado antes do envio. E da mesma forma, o cliente também deseja saber quais componentes estão incluídos na fatura pró-forma para evitar desentendimentos posteriores.
Uma cotação de venda é preparada na forma de uma fatura pró-forma, diferente de uma fatura comercial. É utilizado para criar uma venda e é enviado antes da fatura comercial. O conteúdo de uma fatura pro forma é quase idêntico a uma fatura comercial e geralmente é considerado um acordo vinculativo, mas como uma fatura pro forma não é um documento juridicamente vinculativo, o preço pode mudar antes da venda final. Uma fatura pró-forma também pode ser usada para remessas contendo itens que não estão sendo comprados ou vendidos, como presentes, amostras e pertences pessoais, enquanto uma fatura comercial é usada quando as mercadorias enviadas estão sendo compradas ou vendidas.  No entanto, é melhor utilizar uma fatura ou declaração alfandegária, pois os funcionários da fronteira exigem valores para a declaração de exportação.  Uma fatura ou declaração alfandegária é comumente usada na Nova Zelândia para remessas postais de encomendas aéreas.

#### Comércio internacional
Uma fatura pró-forma é igual a uma fatura comercial, que, quando utilizada no comércio internacional, representa os detalhes de uma venda internacional às autoridades aduaneiras. Uma fatura pró-forma é apresentada no lugar de uma fatura comercial quando não há venda entre o remetente e o importador (por exemplo, no caso de um RMA - Autorização de retorno de mercadoria - para mercadorias de reposição), ou se os termos da venda entre o vendedor e o importador o comprador são tais que uma fatura comercial ainda não está disponível no momento do envio internacional. Uma fatura pró-forma é obrigada a indicar os mesmos fatos que a fatura comercial indicaria e o conteúdo é prescrito pelos governos que são partes na transação.
Em alguns países, a alfândega pode aceitar uma fatura pró-forma (gerada pelo importador e não pelo exportador) se a fatura comercial exigida não estiver disponível no momento da apresentação dos documentos de entrada no porto de entrada para a liberação das mercadorias da alfândega. A Alfândega e Proteção de Fronteiras dos EUA, por exemplo, utiliza faturas pró-forma para avaliar os direitos e examinar as mercadorias, mas o importador registado é obrigado a depositar uma caução e produzir uma fatura comercial no prazo de 120 dias a partir da data de entrada. Se a fatura comercial exigida for necessária para fins estatísticos, o importador deverá apresentar a fatura comercial no prazo de 50 dias a partir da data em que a Alfândega libera as mercadorias ao importador.

## Legislação
Na legislação, as decisões judiciais pro forma destinam-se apenas a facilitar o processo legal. Decisões judiciais pro forma, ou seja, "por forma", referem-se a decisões emitidas com o propósito de seguir procedimentos legais ou formais, em vez de abordar substancialmente o mérito de um caso. Essas decisões são frequentemente utilizadas para cumprir requisitos processuais ou administrativos, como prazos ou formalidades, em vez de resolver o cerne da questão em litígio.

## Governo

### Sistema Westminster
Em certas nações da Commonwealth com um sistema Westminster, como o Reino Unido, o Canadá e a Austrália, projetos de lei pro forma são apresentados imediatamente antes da consideração da Fala do Trono. Os projetos de lei pro forma são peças legislativas incompletas e passam apenas pela fase de primeira leitura. Simbolizam a autoridade do parlamento para discutir assuntos diferentes daqueles especificados pelo chefe de estado, para os quais o parlamento foi ostensivamente convocado. Após a primeira leitura, o projeto nunca mais é considerado. O projeto de lei pro forma foi apresentado pela primeira vez na Câmara dos Comuns da Inglaterra em 1558.
No Parlamento do Reino Unido, os equivalentes são o Outlawries Bill na Câmara dos Comuns e o Select Vestries Bill na Câmara dos Lordes. No Parlamento do Canadá, tais projetos de lei são intitulados Projeto de Lei C-1 e Projeto de Lei S-1. Na Câmara dos Representantes australiana, um novo projeto de lei é elaborado no início de cada legislatura (no 47º Parlamento este foi o Projeto de Emenda Aduaneira de 2022) e apresentado pelo Primeiro-Ministro. O projeto passa pela primeira leitura, mas uma segunda leitura não é movida, ao contrário dos projetos normais.  No entanto, afastando-se da tradição britânica e canadiana, o conteúdo dos projetos de lei aborda as questões referidas no seu título e poderia, teoricamente, ser promulgado como qualquer outro projeto de lei normal. Esta prática não se estende ao Senado Australiano; em vez disso, outros assuntos formais são conduzidos (como o período de perguntas) antes da consideração do discurso do governador-geral.

### Estados Unidos
No governo federal dos Estados Unidos, qualquer uma das câmaras do Congresso (a Câmara dos Representantes ou o Senado) pode realizar uma sessão pro forma na qual não se espera que nenhuma questão formal seja tratada.  Isso geralmente ocorre para cumprir a obrigação prevista na Constituição "de que nenhuma das câmaras possa encerrar por mais de três dias sem o consentimento da outra".  As sessões pro forma também podem ser usadas para evitar que o presidente vete projetos de lei ou convoque o Congresso para uma sessão especial. 
Eles também têm sido usados para impedir que os presidentes façam nomeações para o recesso. Em 2012, o presidente Barack Obama tentou fazer quatro nomeações durante uma sessão pro forma, questionando a prática de bloquear nomeações para o recesso.  No entanto, em 2014, a Suprema Corte dos Estados Unidos no caso NLRB v. Noel Canning determinou que o presidente havia usado indevidamente seu poder presidencial para fazer essas nomeações, afirmando que enquanto o Senado estava em recesso pontuado por sessões pro forma, o período de intervalo de tempo entre as sessões não foi suficiente para invocar tal poder.
Em abril de 2020, o presidente Donald Trump afirmou que o poder constitucional do presidente para "convocar ou adiar o Congresso" "em ocasiões extraordinárias", um poder que nunca foi usado para adiar as sessões do Congresso, embora tenha sido usado em raras ocasiões para convocar o Congresso, capacita ele suspenda ambas as casas do Congresso (anulando o procedimento pro forma) e permitindo-lhe fazer nomeações para cargos vagos no governo enquanto o Congresso estiver suspenso. Essa proposta de Trump foi condenada por Joe Lockhart.  Além disso, o poder constitucional do presidente de adiar uma ou ambas as casas do Congresso é limitado a situações em que o "momento de adiamento" é desacordo entre a Câmara e o Senado, criando um "caso de desacordo", o que implica o Artigo I, Seção 5 da Constituição, que proíbe qualquer uma das casas do Congresso de encerrar por mais de três dias sem o consentimento da outra casa do Congresso.  
No entanto, o sistema de sessões pró-forma a cada três dias por ambas as casas do Congresso parece representar um obstáculo para encontrar um "caso de desacordo" constitucional entre as casas do Congresso em relação a um adiamento de mais de três dias se nenhuma das casas do Congresso sempre se considera adiado por mais de três dias e, portanto, nunca busca o consentimento da outra câmara do Congresso para encerrar e, portanto, nunca cria uma situação em que um "Caso de Desacordo" possa surgir para autorizar o Presidente a exercer este poder. Existem práticas semelhantes nas legislaturas dos estados americanos, e por razões semelhantes; por exemplo, em Minnesota, os órgãos legislativos têm a mesma exigência de reunião a cada três dias que o Congresso tem. Sessões pro forma são realizadas para atender a esse requisito.